# Халифакс
Халифакс (ен. и фр. Halifax) је лучки град на обали Атлантика, на југоистоку Канаде. То главни град канадске провинције Нова Шкотска. 
Халифакс има 385.500 становника (2007). Заједно са насељима Дартмут, Бедфорд и Саквил, Халифакс сачињава агломерацију Урбана област Халифакс. То је највећи град Америке источно од града Квебек и северно од Бостона. 
Град је основан 1749. године. Данас су главне гране економије у граду: државне службе, трговачка и војна лука, рибарство и прерада ресурса Нове Шкотске (пољопривреда, рударство). 

## Становништво
| 2001.   | 2011.   | 2016.   |
| ------- | ------- | ------- |
| 359.111 | 390.096 | 403.131 |

## Партнерски градови
- Хакодате
- Норфок
- Сан Франсиско де Кампече